# Gewog di Langchenphu
Il gewog di Langchenphu è uno degli undici raggruppamenti di villaggi del distretto di Samdrup Jongkhar, nella regione Orientale, in Bhutan.